# 北海道道138号豊富猿払線
北海道道138号豊富猿払線（ほっかいどうどう138ごう とよとみさるふつせん）は、北海道天塩郡豊富町と宗谷郡猿払村を結ぶ道道（主要地方道）である。

## 概要

### 路線データ
- 起点：北海道天塩郡豊富町開源（国道40号交点）
- 終点：北海道宗谷郡猿払村浜鬼志別（国道238号交点）
- 総延長：41.6 km[要出典]

## 歴史
- 1993年（平成5年）5月11日 - 建設省から、道道沼川兜沼停車場線の一部・道道稚内浜鬼志別港線の一部が豊富猿払線として主要地方道に指定される[1]。
- 1994年（平成6年）
  - 4月1日 - 1101号として路線認定[2]。
  - 10月1日 - 路線番号を138号に変更[3]。

以前は、沼川兜沼停車場線（路線番号旧57、一部区間）と稚内浜鬼志別港線（路線番号旧56、一部区間）の2本の道道によって結ばれていた。前記道道を廃止し、新たに認定した路線である。

## 路線状況

### 重複区間
- 北海道道1119号稚内豊富線：豊富町開源 - 稚内市沼川
- 北海道道121号稚内幌延線：稚内市沼川 地内

## 地理

### 通過する自治体
- 宗谷総合振興局
  - 天塩郡豊富町
  - 稚内市
  - 宗谷郡猿払村

### 交差する道路
豊富町
- 国道40号 - 開源（起点）
- 国道40号豊富バイパス 豊富北IC - 開源

稚内市
- 北海道道121号稚内幌延線 - 沼川（重複）
- 北海道道1119号稚内豊富線 - 沼川
- 北海道道646号曲渕停車場線 - 曲淵

猿払村
- 北海道道889号上猿払清浜線 - 小石
- 北海道道443号鬼志別停車場線 - 鬼志別
- 国道238号 - 浜鬼志別（終点）

#### 沿線にある施設など
稚内市
- 沼川郵便局
- 稚内市立天北小中学校
- 沼川みのり公園

猿払村
- 小石簡易郵便局
- 陸上自衛隊鬼志別演習場
- 猿払村役場
- 鬼志別郵便局
- 猿払村国民健康保険病院